# Möhlintal

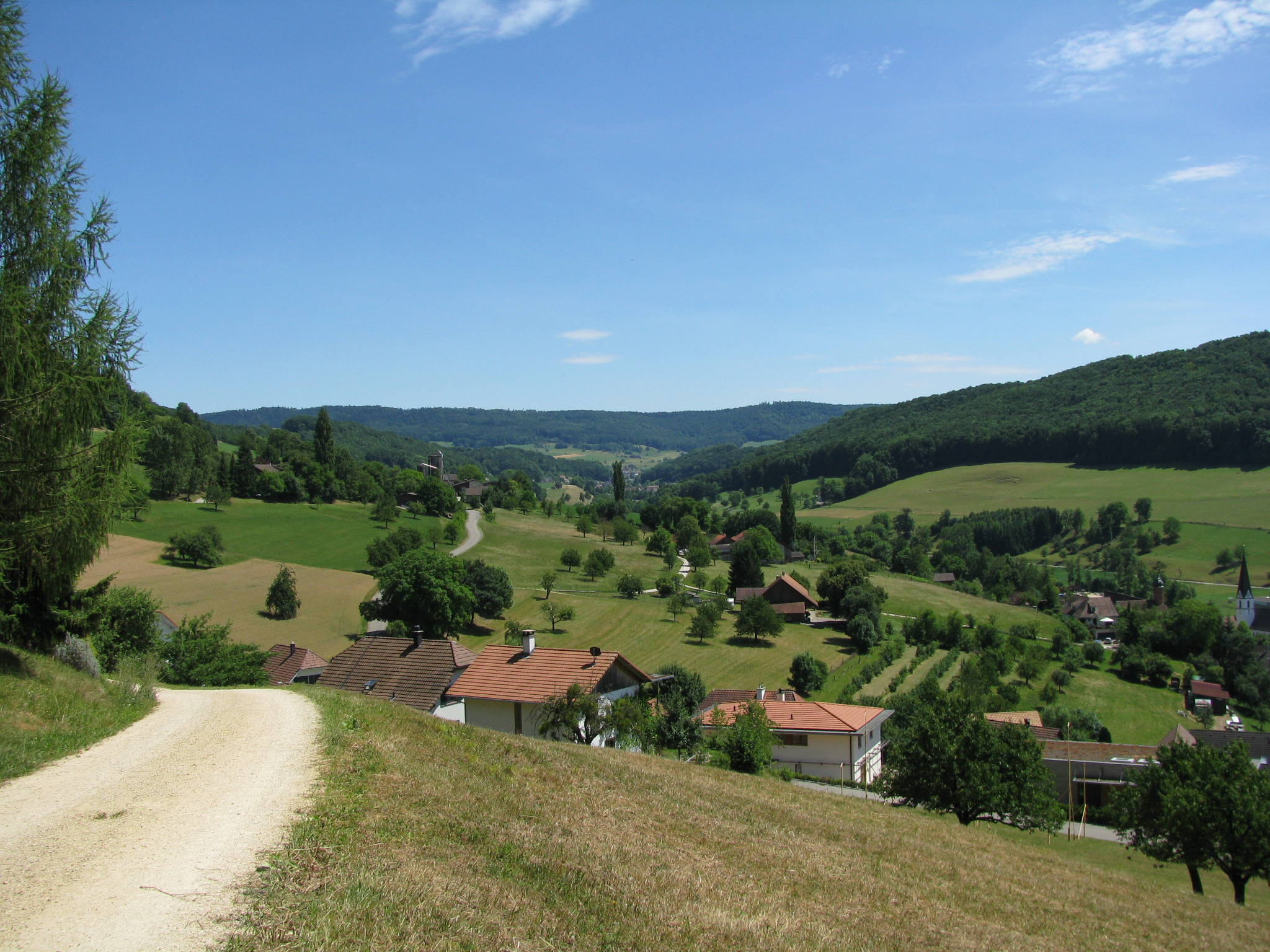
Möhlintal bei Zuzgen

Das Möhlintal ist ein rund zehn Kilometer langes Tal zwischen Möhlin und Wegenstetten im Bezirk Rheinfelden, Kanton Aargau, Schweiz. Die fünf zum Möhlintal gehörenden Gemeinden Möhlin, Zeiningen, Zuzgen, Hellikon und Wegenstetten zählen zusammen rund 15'000 Einwohner.
In den oberen Talgemeinden wird das Tal mit gewissem Stolz auch Wegenstettertal genannt. Dieser Name wird insbesondere von einigen Verbänden und Vereinigungen verwendet, die nur die oberen Gemeinden des Möhlintals betreffen. Zu habsburgischen Zeiten wurde die Gegend Landschaft Möhlinbach genannt. Selten wird das Möhlintal auch mit Chläfflital benannt. Der amtliche bzw. offizielle Name des Tals lautet gemäss Kanton Aargau jedoch ausschliesslich Möhlintal.

## Lage und Beschreibung
Das Tal liegt im nordöstlichen Tafeljura; demjenigen Teil des Schweizer Jura, welcher im Gegensatz zu dessen aufgefalteten Teilen (Faltenjura) nicht gefaltet wurde. Das Möhlintal verläuft praktisch geradlinig von Südost nach Nordwest und wird umgeben von weiten tafelförmigen Hochflächen, in welche das Tal eingetieft ist. Es wird vom Möhlinbach durchflossen, welcher auf einer Passhöhe zwischen den Gemeinden Wegenstetten und Hemmiken auf rund 520 m ü. M. entspringt und bei Möhlin auf 280 m ü. M. in den Hochrhein mündet. Die Gemeindegebiete von Zeiningen, Zuzgen, Hellikon und Wegenstetten bilden den westlichen Teil des Juraparks Aargau, eines «Regionalen Naturparks von nationaler Bedeutung».
Das Möhlintal weist wie die meisten anderen Juratäler der Region Fricktal einen relativ schmalen Talboden auf. Durch günstige klimatische Einflüsse verzeichnet das Tal bis zu 40 Sonnentage mehr als das Schweizer Mittelland und ist zudem meist nebelfrei. Am 5. August 2003 mass der private Wetterdienst Meteomedia in Möhlin mit 40,3 °C sogar einen neuen Schweizer Hitzerekord.
Dank dem relativ milden Klima sowie der (wind-)geschützten Lage des Möhlintals eignet sich das Tal auch für den Rebbau. So werden auf der Südseite des Zeiningerberges bei Zeiningen die Rebsorten Spätburgunder (Zeininger Pinot Noir, Rotwein) und Müller-Thurgau (Zeininger Riesling x Sylvaner, Weisswein) angebaut. Auf den fruchtbaren Böden im Tal, an den Hängen und auf den Hochflächen wird überwiegend eine intensive Landwirtschaft betrieben. Besondere Bedeutung für das Möhlintal hat unter anderem die Kirschproduktion. So ist es denn auch nicht verwunderlich, dass der Chriesiberg bei Zuzgen seinen Namen den unzähligen Kirschbäumen verdankt, welche auf seinem Plateau stehen. Der Fricktaler Kirsch ist zudem ein überregional bekanntes Produkt.
Auf der nordöstlichen Seite des Tals liegt die ausgedehnte Hochebene Looberg-Wabrig-Hersberg, welche das Möhlintal vom parallel dazu verlaufenden Fischingertal trennt. Auf dieser Hochfläche befindet sich der Flugplatz Fricktal-Schupfart, wo jedes Jahr das Schupfart Festival stattfindet, ein in der Schweiz weit bekannter Anlass. Das kleine Wintersportgebiet Föhrlimatt in Wegenstetten, das an der Westflanke des Tiersteinberges liegt und einen Skilift hat, zieht in der Wintersaison jeweils zahlreiche Besucher aus der Region an.
Statistische Daten
- Fläche: 5'272 ha (52,72 km²), davon
  - 51 % Landwirtschaft
  - 37 % Wald
  - 11 % Siedlungsgebiet
- Einwohner: 15'088 (31. Dezember 2011)
- Bevölkerungsdichte: 286 Einw./km² (31. Dezember 2011)

## Geschichte

### Landschaft Möhlinbach
Die Landschaft Möhlinbach bezeichnete zu Zeiten, als das Fricktal noch zu Vorderösterreich gehörte, eine untergeordnete Verwaltungseinheit der Kameralherrschaft Rheinfelden, die zum Oberamt Breisgau gehörte. Sie umfasste die Orte Hellikon, Kaiseraugst, Magden, Möhlin, Mumpf, Olsberg, Wallbach, Wegenstetten, Zeiningen und Zuzgen. Die Dörfer der Landschaft Möhlinbach waren der Hauptauslöser des Rappenkriegs.

## Bevölkerung
Das Möhlintal bietet eine konfessionelle Besonderheit: In Möhlin leben schweizweit am meisten Mitglieder der Christkatholischen Kirche (rund 1000). Hellikon hingegen ist die Gemeinde mit dem höchsten Anteil an Christkatholiken in der Schweiz (rund 20 % der Einwohner). Christkatholische Kirchen und/oder Kapellen befinden sich in Hellikon, Möhlin und Zuzgen.

## Verkehr
Das Möhlintal ist im Halbstundentakt durch die Buslinie 89 (Möhlin–Wegenstetten) der PostAuto Nordschweiz an das öffentliche Verkehrsnetz angebunden. In Wegenstetten befindet sich zudem der Endpunkt der Buslinie 101 (Gelterkinden–Hemmiken–Wegenstetten), welche das Möhlintal mit dem benachbarten Baselbiet verbindet. Vereinzelte Postautokurse verbinden das Möhlintal von Wegenstetten aus auch mit dem Fischingertal (via Flugplatz Fricktal-Schupfart). Der Bahnhof Möhlin liegt an der Bözberglinie (Basel–Zürich). Hier verkehrt die Linie S1 der S-Bahn Basel, die von Basel nach Frick bzw. Laufenburg verkehrt. Die nächstgelegenen Anschlussstellen der Autobahn A3, welche das Möhlintal über ein Viadukt bei Zeiningen (Zeininger Viadukt) überquert, befinden sich in Rheinfelden (rund 3 km westlich von Möhlin) oder Eiken (rund 7 km nördlich von Wegenstetten).
Durch das Möhlintal bzw. entlang der Hochebene zwischen dem Möhlintal und dem Fischingertal verläuft ein Teil des Fricktaler Höhenweges, einer regionalen Wanderroute.